# Décès en février 1968
Décès
- 1964
- 1965
- 1966
- 1967
- 1968
- 1969
- 1970
- 1971
- 1972

Pour une information complémentaire, voir la page d'aide.

| Date       | Nom          | Pays                 | Activités                                  | Âge | Source |
| ---------- | ------------ | -------------------- | ------------------------------------------ | --- | ------ |
| 28 février | Pierre Boven | Drapeau de la Suisse | Juriste, botaniste et ornithologue suisse. | 82  |        |